# Olga Slávnikova
Olga Aleksándrovna Slávnikova (en cirílico ruso: Ольга Александровна Славникова, Sverdlovsk, 23 de octubre de 1957) es una escritora rusa postrealista. 

## Biografía
Nació en 1957 en Sverdlosk (hoy Ekaterimburgo) en una familia de ingenieros y estudió periodismo en la Universidad del Ural entre 1976 y 1981. Antes de dedicarse a la literatura trabajó en la redacción de la revista Ural y en el sector editorial. 
Comenzó a escribir en los años ochenta, pero no fue hasta 1997 cuando publicó su primer libro notable, La libélula aumentada al tamaño de un perro, con el que alcanzó la fama literaria. La novela quedó entre las finalistas del Premio Booker ruso y ha sido inextricablemente relacionada con el realismo mágico. En 1999 su novela Uno en el espejo ganó el premio de una de las más conocidas revistas literarias de Rusia, Novy mir (El Mundo Nuevo). En el año 2001 Slávnikova fue el centro de una gran controversia pública al denunciar que la película alemana Good Bye, Lenin! se aprovechaba del argumento de su novela El inmortal sin reconocimiento de sus derechos de autor.
Desde 2003 Olga Slávnikova reside en Moscú. Su nueva novela La cabeza ligera estuvo entre las candidatas al Premio Gran Libro en 2011. 
Sus libros han sido traducidos al inglés y al francés.

## Obras
- «Первокурсница» (1988) – (La estudiante del primer curso), novela corta
- «Стрекоза, увеличенная до размеров собаки» (1997) — (La libélula aumentada al tamaño de un perro), novela
- «Один в зеркале» (1999) — (Uno en el espejo), el premio de “Novy mir”, novela
- «Бессмертный» (2001) -  (El inmortal), novela
- «2017» (2006) — (2017),  Premio Booker ruso de 2006, novela
- «Вальс с чудовищем» (2007) – (Vals con el monstruo), cuentos
- «Любовь в седьмом вагоне» (2008) — (El amor en el coche número 7), cuentos. Su cuento «Las hermanas Cherepanov» ganó el Premio Yuri Kazakov en 2008
- «Легкая голова» (2010) —  (La cabeza ligera), novela